# ジョージ・カニング (初代ガーヴァー男爵)
初代ガーヴァー男爵ジョージ・カニング（英語: George Canning, 1st Baron Garvagh FRS FSA、1778年11月15日 – 1840年8月20日）は、イギリスの政治家。トーリー党カニング派に属し、庶民院議員（在任：1806年 – 1812年、1812年 – 1820年）を務めた。イギリス首相ジョージ・カニングの従弟にあたる。

## 生涯
ピーター・カニング（Peter Canning、1784年11月没、ストラトフォード・カニングの次男）と妻ジェーン（Jane、旧姓スペンサー（Spencer）、1785年10月24日没、コンウェイ・スペンサーの娘）の息子として、1778年11月15日に生まれた。祖父ストラトフォードはガーヴァーの地所を所有しており、その長男ジョージ（首相ジョージ・カニングの父）を継承から排除したため、ストラトフォードの死後は次男にあたるピーター・カニングが継承しており、ピーターの死後はその息子であるジョージ・カニングが継承した。しかし両親が死去した時点でわずか7歳であり、『英国議会史』では「孤児同然」と形容された。このほか、初代ストラットフォード・ド・レッドクリフ子爵ストラトフォード・カニングは従弟にあたる。
1795年11月23日、オックスフォード大学クライスト・チャーチに入学した。
1803年、政治家カースルレー子爵の異母妹ジョージアナ（1年後に死去）と結婚した。しかし従兄ジョージ・カニングはカースルレー子爵とは犬猿の仲であり、『英国議会史』では「ちぐはぐな繋がり」と評した。
1806年6月、ジョージ・カニングは1人区のスライゴ・バラ選挙区を掌握しているオーウェン・ウィンに金銭を支払い、同選挙区選出の庶民院議員に就任した。以降1807年、1812年の総選挙で支払いを継続したことで再戦している。
議会では最初は野党を支持したが、1807年より第2次ポートランド公爵内閣を支持するようになった。支持の理由は『アイルランド人名事典』では説得を受けて、『英国議会史』では従兄と義兄カースルレー子爵が入閣したからとしている。従兄、アイルランド主席政務官アーサー・ウェルズリーなどにたびたび実入りのいい官職を求め、従兄にうんざりされたという。
従兄とカースルレー子爵の決裂により内閣が崩壊すると、カニングはどちらかを選ぶ必要に迫られ、1810年1月には従兄を支持することを選んだ。しかし弁才がなかったため、選挙法改正、紙幣法案（紙幣を法定通貨とする法案）への反対票、カトリック解放への賛成票など採決で支持する形に留まった。またポートランド公爵内閣期に求めて、カースルレー子爵の支持がありながら得られなかったアイルランド下級大蔵卿（Lord of Treasury）を今度は政府が打診を検討したが、カニングが野党に回ったため就任しないだろうという結論になり実現しなかった。1810年2月1日、王立協会フェローに選出された。1814年3月3日、ロンドン考古協会フェローに選出された。
1812年イギリス総選挙で従兄がピーターズフィールド選挙区からほかの選挙区に移ったため、カニングはピーターズフィールドの補欠選挙に立候補して当選、ウィンからの議席購入が次の総選挙まで有効だったため母方の叔父ジョシュア・スペンサー（Joshua Spencer）をスライゴ・バラ選挙区での後任に指名、さらに1815年にジョシュアが退任するとその弟ブレントを指名した。ピーターズフィールドでの当選後も引き続き従兄を支持した。
1814年7月より従兄が入閣をめぐる交渉をはじめると、従兄はカニングにアイルランド下級大蔵卿の官職を与えるつもりだったが、このときにはカニングの目標が変わっており、アイルランド貴族への叙爵を目指すようになっていた。従兄はカニングが官職で満足すべきと考え、アイルランド総督の初代ウィットワース男爵チャールズ・ウィットワースもカニングが叙爵に値しないと判断したが、首相リヴァプール伯爵は前向きに検討するつもりだった。そして、1816年6月20日の閣議においてカニングの叙爵が議題になったとき、アイルランド主席政務官ロバート・ピールがカニングを「地位も、財産も、人脈も、政府への功労もない」とこき下ろしたとき、カースルレー子爵が話の腰を折り、「爵位があくまでも好意として与えられるのであればよいとリヴァプール伯爵から許可を得ているので、反対は今さらである」と強い圧力をかけた。ウィットワース男爵はこの圧力に当惑して、リヴァプール伯爵に叙爵の延期を求めたが、リヴァプール伯爵はすでに事が進みすぎたとして聞き入れず、叙爵が決定された。
この間に1818年イギリス総選挙が行われ、カニングはウィンとの協定を終了して、ピーターズフィールド選挙区で再選（得票数2位・33票）した。1818年10月28日、アイルランド貴族であるロンドンデリー県におけるガーヴァーのガーヴァー男爵に叙された。1800年合同法の施行以降、新しいアイルランド貴族爵位の創設には3つのアイルランド貴族爵位の廃絶が必要であり、ガーヴァー男爵位の創設はベルヴェディア伯爵、ハウ子爵、カラン男爵位の廃絶を根拠とした。叙爵前後にも政府への支持を続け、アイルランド貴族だったためイングランド選出の議員として続投、1820年イギリス総選挙をもって退任した。
ロンドンデリー民兵隊副隊長を務めたほか、1831年10月7日から1840年に死去するまでロンドンデリー県統監を務めた。
ナッサウ公国ヴィースバーデンから帰国している道中、1840年8月20日にフランスのシャロン＝シュル＝マルヌ（現シャロン＝アン＝シャンパーニュ）で死去、ロンドンデリーで埋葬された。

## 人物
従兄との関係は複雑だった。従兄は1800年時点では「アイルランド貴族を求めるなら聞く気だったが、実入りのいい官職という法外の要求だったので有無を言わせずに断った」とカニングのしつこさを不満に感じ、1806年には「ほとんど会わないが、会うときは友好な関係で、会えないときはあまり文通を交わさない」としている。

## 家族
1803年7月13日、ジョージアナ・ステュアート（Georgiana Stewart、1785年4月23日 – 1804年11月17日、初代ロンドンデリー侯爵ロバート・ステュアートの四女）と結婚したが、2人は子供をもうけず、ジョージアナは1年ほどで死去した。
1819年6月25日にバンバー・ガスコインの娘で裕福な相続人であるフランシス・メアリー・ガスコインに求婚したが、失敗している。
1824年7月9日、イザベラ・シャーロット・ロザベル・ボナム（Isabella Charlotte Rosabelle Bonham、1804年ごろ – 1891年12月23日、ヘンリー・ボナムの娘）と結婚、2男1女をもうけた。
- チャールズ・ヘンリー・スペンサー・ジョージ（1826年3月18日 – 1871年5月7日） - 第2代ガーヴァー男爵[1]
- エメリン・ロザベル（Emmeline Rosabelle、1828年10月24日 – 1898年2月9日） - 生涯未婚[2][11]
- アルバート・ストラトフォード・ジョージ（1832年8月24日 – 1916年4月22日） - 生涯未婚[2][11]